# Hiperostose

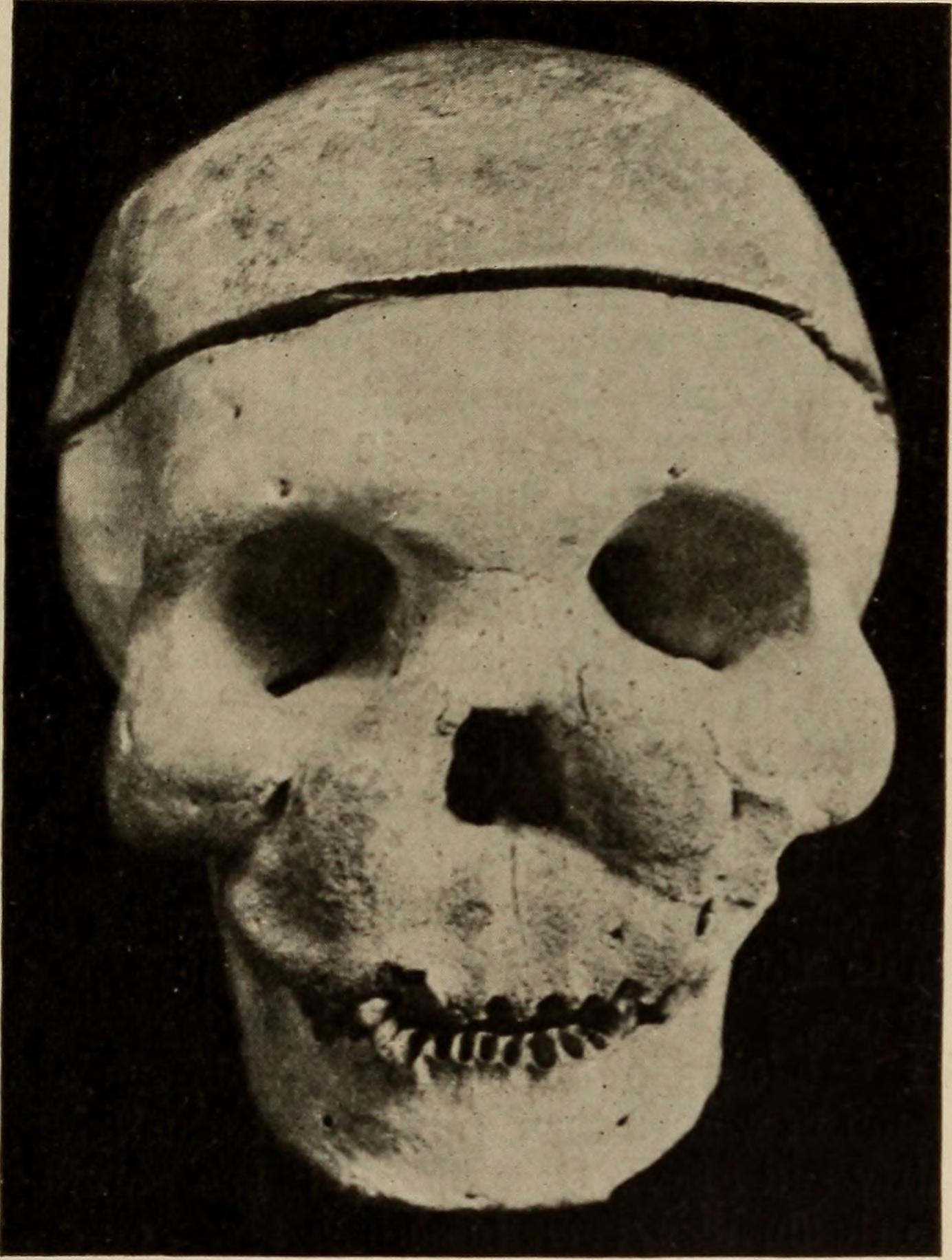
A hiperostose cranial comprime o encéfalo e pode causar dor de cabeça, náusea, sonolência, epilepsia, surdez e cegueira.

Hiperostose (do grego antigo hyper-, muito; ostheos osso) é um crescimento excessivo de um osso. É o sintoma de diversas doenças diferentes, que podem ser de origem genética ou adquirida. Ocorre em diversos animais, inclusive em humanos. Quando o crescimento do osso cresce para fora causando deformação, dor e debilidade é chamado de exostose. Quando o osso cresce para dentro causando o aumento da densidade do osso a redução da medula óssea é chamado de osteosclerose. O aumento da densidade óssea é chamado de osteopetrose e torna os ossos menos resistentes a traumas, porque reduz a elasticidade dos membros.

## Causas
O osso é um tecido celular vivo e vascularizado que normalmente está em constante remodelação. A remodelação óssea é feita pelas suas células osteoblastos e osteoclastos. Um desequilíbrio entre produção de mais osso e reciclagem de osso antigo pode causar a hiperostose.
É o principal sintoma de muitos distúrbios musculoesqueléticos diferentes:
- Hiperostose esquelética idiopática difusa
- Hiperostose frontal interna
- Hiperostose cortical infantil
- Hiperostose porótica
- Síndrome SAPHO